# Caravetti
Ademar Francisco Caravetti (São Paulo, 4 de fevereiro de 1945), mais conhecido como Caravetti, é um ex-futebolista brasileiro que atuava como ponta esquerda.

## Carreira
Em sua carreira, defendeu o Palmeiras (de 65 a 69), América do Rio Preto, Portuguesa Santista, Francana, Guarani.

### Seleção Brasileira
Caravetti fez parte do elenco da Seleção Brasileira nos Jogos Olímpicos de 1964, em Tóquio.

### Carreira Pós-esportiva
Depois que pendurou as chuteiras, ele virou empresário, sendo dono da Flora Caravetti, empresa que fábrica massas italianas e comidas judaicas.

## Conquistas
Palmeiras
- Campeonato Paulista: 1966